# Département de Libertador General San Martín (San Luis)
Pour les articles homonymes, voir Département de Libertador General San Martín.
Le département de Libertador General San Martín est une des 9 subdivisions de la province de San Luis, en Argentine. Son chef-lieu est la ville de San Martín.

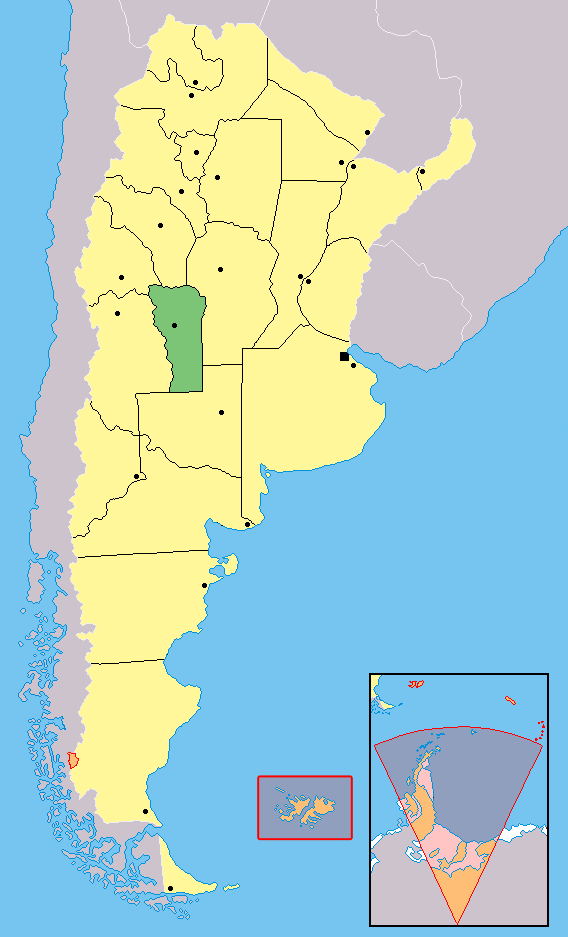
Localisation de la province de San Luis en Argentine

Il a une superficie de 3 021 km2 et comptait 5 189 habitants en 2001.